# 松平健太
松平健太（まつだいら けんた，1991年4月11日—），日本男子乒乓球运动员。石川縣出生，畢業於青森山田中学校及青森山田高校，現就讀於早稻田大學。其兄松平賢二亦是乒乓球運動員。

## 簡歷
2009年世界乒乓球錦標賽，松平健太首次參加世界大賽，打入本屆男單比賽的16強，與中國選手馬琳大戰七局才以3:4出局。
2010年11月，松平代表日本出戰廣州亞運會，參加乒乓球比賽的男子雙打（夥拍：丹羽孝希）、混合雙打（夥拍：石川佳純）及團體項目，奪得三面銅牌。
2013年世界乒乓球錦標賽，松平健太連勝馬琳、薩姆索諾夫等人，打進本屆賽事的男單八強，最終以2:4負於中國選手許昕。
2020年起，也成為了桌球YouTuber，有自己的頻道（松平健太TV）。